# هاري بلايت
هاري بلايت (* 18 أكتوبر 1853 في هانوفر ؛ † 29 أبريل 1939 في هانوفر) أحد صانعي الألماس وعضوًا قديمًا في غرفة الحرفيين في هانوفر.
كان هاري بلايت حاصلًا على ماجستير في صناعة الألبسة وعضوًا في غرفة هانوفر للحرفيين ورئيسًا للحرفيين والتجار الالمان في عام 1900. في 15 ديسمبر 1910، ناقشت وزارة الدولة البروسية تمثيله في مجلس اللوردات البروسي. وخلص إلى أنه ينبغي تمثيل الحرفيين في المستقبل، ولكن ليس العمال، لأن نقابات المجموعة الأخيرة كانت في معظمها هدامة. بموجب مرسوم من وزير الصناعة والتجارة البروسي في 4 يناير 1911، أصبح هاري بلايت عضوًا في مجلس اللوردات البروسي، وهو المنصب الذي شغله حتى عام 1918. في عام 1911 أصبح عضواً في مجلس إدارة Reichsdeutscher Mittelstandsverband وفي عام 1912 أصبح عضوًا في مجلس إدارة شركة Deutscher Wehrverein. من 1919 إلى 1924 كان عضوا في Vorläufiger Reichswirtschaftsrat.